# Mireille Philip
Pour les articles homonymes, voir Philip.
Mireille Philip, née le 10 novembre 1901 à Paris (12ème) et morte le 13 novembre 1991 à Bron (Rhône), est une résistante française. Durant l'occupation allemande, elle vit au Chambon-sur-Lignon où elle est active dans la Résistance. Elle participe aux filières d'évasion de juifs vers Saint-Étienne, Lyon, Annemasse et Genève. Elle se voit décerner la médaille de Juste parmi les nations par Yad Vashem.

## Éléments biographiques
Mireille est la fille d'Alice Protche et d'Ernest Cottard. Après le divorce de ses parents, sa mère se remarie avec le pasteur protestant Jérémie Cooreman, de la Mission populaire dont Mireille prend le nom. Elle obtient le brevet supérieur et étudie à l'école normale protestante de Boissy-Saint-Léger. Elle est institutrice en Alsace durant trois ans, puis s'inscrit à l'École de service chrétien, fondée par le pasteur Freddy Durrleman. Elle s'inscrit à la Sorbonne où elle suit des cours de philosophie, et où elle fait la connaissance d'André Philip, avec qui elle s'engage au sein de la Fédération française des associations chrétiennes d'étudiants. Ils se marient le 1er octobre 1924. Le couple a cinq enfants : Olivier futur préfet et directeur de cabinet de Maurice Herzog, haut-commissaire à la jeunesse et aux Sports (1958-1965), Jean, Christiane, Nicole et Loïc Philip. 
Durant l'occupation allemande, André Philip rejoint Londres, leurs cinq enfants sont aux États-Unis pour éviter d'éventuels représailles, Mireille Philip vit au Chambon-sur-Lignon, où elle participe activement aux filières d'évasion de Juifs, notamment vers la Suisse.

## Honneurs
- Mireille Philip se voit décerner la Médaille de Juste parmi les nations, le 18 mars 1976, par Yad Vashem[2].